# Tupaia
Tupaia è un genere di mammiferi dell'ordine degli Scandentia.

## Descrizione

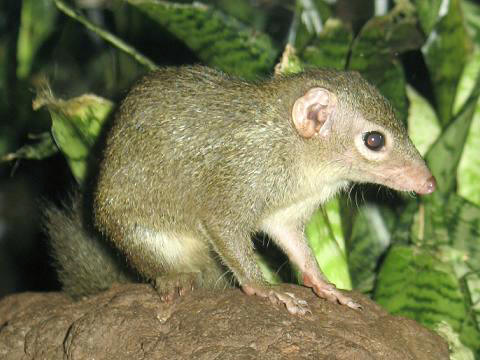
Esemplare di tupaia comune.

Con il nome tupai gli indigeni malesi sono soliti chiamare indifferentemente sia gli scoiattoli che le tupaie vere e proprie: in effetti, soprattutto nella forma del corpo e nelle lunghe e folte code, le tupaie ricordano molto gli scoiattoli, e come questi sono animali diurni e arboricoli, sebbene come arrampicatori siano assai più scadenti.
Presentano inoltre ancora il muso lungo ed appuntito, la formula dentaria e le orecchie piccole, glabre e tondeggianti, degli insettivori, fra i quali un tempo venivano classificate.

## Biologia
Le tupaie comprendono specie erbivore e insettivore. Le loro abitudini sono generalmente diurne.

## Distribuzione
Il genere è diffuso essenzialmente nell'Asia sudorientale (parte dell'India, Indocina, Malaysia, Indonesia, Filippine).

## Tassonomia
Il genere Tupaia, un tempo erroneamente ritenuto appartenente ai Primati, è oggi collocato nell'ordine degli Scandentia.
Viene tradizionalmente suddiviso in due sottogeneri: Tupaia e Lyonogale.
Le specie del sottogenere Tupaia sono caratterizzati dalla maggiore tendenza alla vita in ambiente terricolo, dalla quale derivano vari adattamenti come dimensioni medio-grandi, muso allungato e conico per "grufolare" nel terreno alla ricerca del nutrimento, coda non molto lunga rispetto al corpo, spesso con depositi di grasso alla base, unghie appuntite e tozze, utili per scavare o per spostare pietre, occhi maggiormente orientati lateralmente per una visione a 360° dell'ambiente circostante.

Le specie del sottogenere Lyonogale sono caratterizzati da uno stile di vita arboricolo, dal quale derivano vari adattamenti come le piccole dimensioni, utili per muoversi in un ambiente intricato come la foresta, il muso più corto e tozzo, la coda lunga per meglio bilanciarsi, le unghie sottili e appuntite, per meglio ancorarsi ai rami lisci e scivolosi, gli occhi maggiormente orientati frontalmente per una visione binoculare, utili per valutare con precisione le distanze di salto.
- Sottogenere Tupaia
  - Tupaia belangeri (Wagner, 1841) - tupaia settentrionale
  - Tupaia chrysogaster Miller, 1903 - tupaia dal ventre dorato
  - Tupaia dorsalis Schlegel, 1857 - tupaia striata
  - Tupaia glis Diard, 1820 - tupaia comune
  - Tupaia gracilis Thomas, 1893 - tupaia minore
  - Tupaia javanica Horsfield, 1822 - tupaia di Giava
  - Tupaia longipes Thomas, 1893 - tupaia dalle zampe lunghe
  - Tupaia nicobarica Zelebor, 1869 - tupaia delle Nicobare
  - Tupaia picta Thomas, 1892 - tupaia nera
  - Tupaia splendidula Gray, 1865 - tupaia ferruginosa
- Sottogenere Lyonogale
  - Tupaia minor Günther, 1876 - tupaia pigmea
  - Tupaia moellendorfi Matschie, 1898 - tupaia delle Calamian
  - Tupaia montana Thomas, 1892 - tupaia montana
  - Tupaia palawanensis Thomas, 1894 - tupaia di Palawan
  - Tupaia tana Raffles, 1821 - tupaia maggiore